# Upper West Side

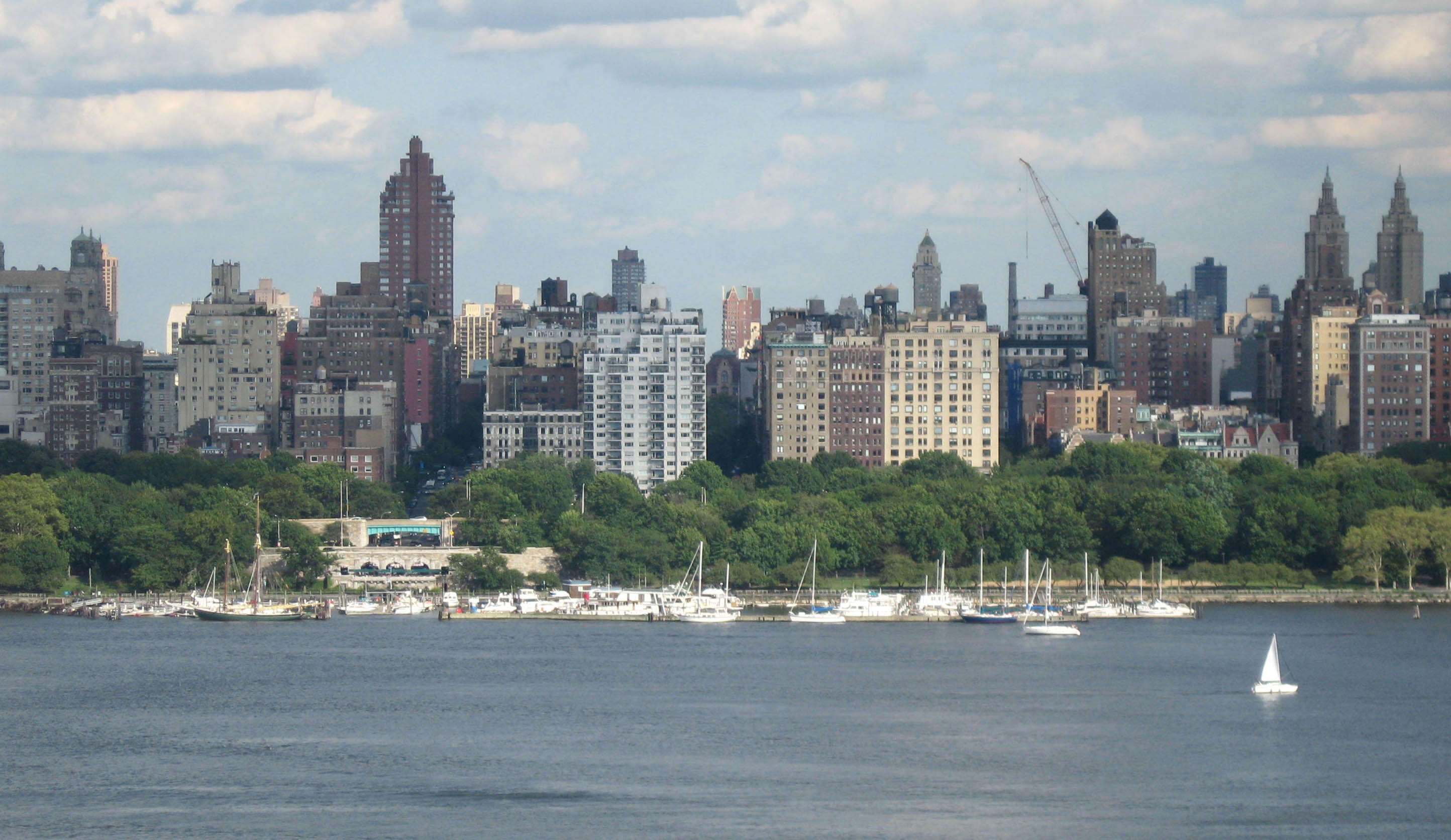
Upper West Side

Upper West Side és un barri de Nova York, situat al nord-oest de l'illa de Manhattan, entre Central Park i el riu Hudson. El seu límit sud és el carrer 59, al costat de Midtown, i el seu límit nord el carrer 110, cap a Morningside Heights i més enllà de Harlem. La vora de l'Hudson és completament ocupada pel Riverside Park.

## Història
A la sortida, el districte de Bloomingdale (del neerlandès Bloemendal) ocupava tot l'oest de Manhattan, del carrer 23 fins al 125. S'hi trobaven granges i residències rurals que pertanyien als habitants més rics de Nova York. L'artèria principal era Bloomingdale Road, que començava on es troba ara Union Square i travessava tot el sector fins a Morningside Heights.
A partir del segle xix, amb les grans cases colonials, àmpliament espaiades al llarg de l'avinguda, van competir-hi nombroses construccions modestes. Certes parts van esdevenir barris veritablement populars. La creació de Central Park, sobre una zona ocupada per una població que vivia en cases precàries, va provocar un flux migratori cap a l'oest de l'illa, on es van ubicar de manera anàrquica cabanes enmig de les cases familiars i tavernes sorolloses.
A mesura que es produïa aquesta transformació, l'antic nom de Bloomingdale Road va deixar lloc al de Broadway. El 1868, la ciutat de New York va començar a anivellar la carretera i donar-li un traçat rectilini. Se'l va anomenar per un temps «The Boulevard», fins que el nom de Broadway es va imposar definitivament al començament del segle xx.
El desenvolupament del barri es va retardar durant la construcció de Central Park, i va ser aleshores alentit per la crisi econòmica de 1873. Les coses van millorar amb l'arribada del tren de servei urbà i el trasllat de la Universitat de Colúmbia a Morningside Heights als anys 1890. Aleshores la construcció del barri es va embalar veritablement entre 1885 i 1910.
Als anys 1900, la població que vivia a la banda d'Upper West Side al sud del carrer 67 era majoritàriament afroamericana. Se suposa que el sobrenom de «San Juan Hill» els va ser dedicat, en commemoració de la victòria de San Juan Hill a Cuba el 1898, durant la guerra hispano-americana, en la qual hi havia contribuït àmpliament aquesta comunitat. Al començament dels anys 1960, s'hi va rodar West Side Story, després el barri va ser completament demolit per construir-hi el Lincoln Center i els immobles d'habitatges «Lincoln Towers», entre 1962 i 1968.
Un altre pla de redisposició urbana va ser elaborat, al sud-oest d'Upper West Side, implicant la substitució d'antigues vies de ferrocarril pel complex residencial de «Riverside South» i l'extensió cap al sud de Riverside Park. Després que un projecte que comprenia un edifici de 152 pisos hagués estat rebutjat per la població el 1985, una realització més modesta va començar a veure el dia als anys 1990.

## Monuments

### Seus comercials
- American Broadcasting Company (ABC) situat al Lincoln Center.
- Time Warner.

### Cultura
- American Folk Art Museum
- American Museum of Natural History
- Lincoln Center
- Beacon Theater
- Merkin Concert Hall
- Children's Museum of Manhattan (Museu dels infants de Manhattan)
- New York Historical Society
- Symphony Space

### Ensenyament
- Universitat de Colúmbia
- Un annex de la Fordham University del Bronx
- Trinity School

### Residències
Al llarg de Central Park, a la banda oest, s'hi troben alguns dels immobles els més chics de New York. «The Dakota», situat al carrer 72, ha estat la casa de nombrosos artistes cèlebres, com Lauren Bacall, Judy Garland i John Lennon. Altres immobles reputats estan situats a la vora de Central Park: San Remo, The Eldorado, The Beresford i The Majestic, tots construïts per Emery Roth. A Broadway, s'hi troben The Apthorp i The Ansonia.

### Altres (a Morningside Heights)
- La Catedral de Saint John the Divine
- La tomba d'Ulysses Grant

Al llarg d'Amsterdam Avenue, de Columbus Avenue i de Broadway, s'hi troben alineacions de restaurants chics, de salons de te i d'ultramarins de qualitat.